# Bastelica
Bastelica – miejscowość i gmina we Francji, w regionie Korsyka, w departamencie Korsyka Południowa.

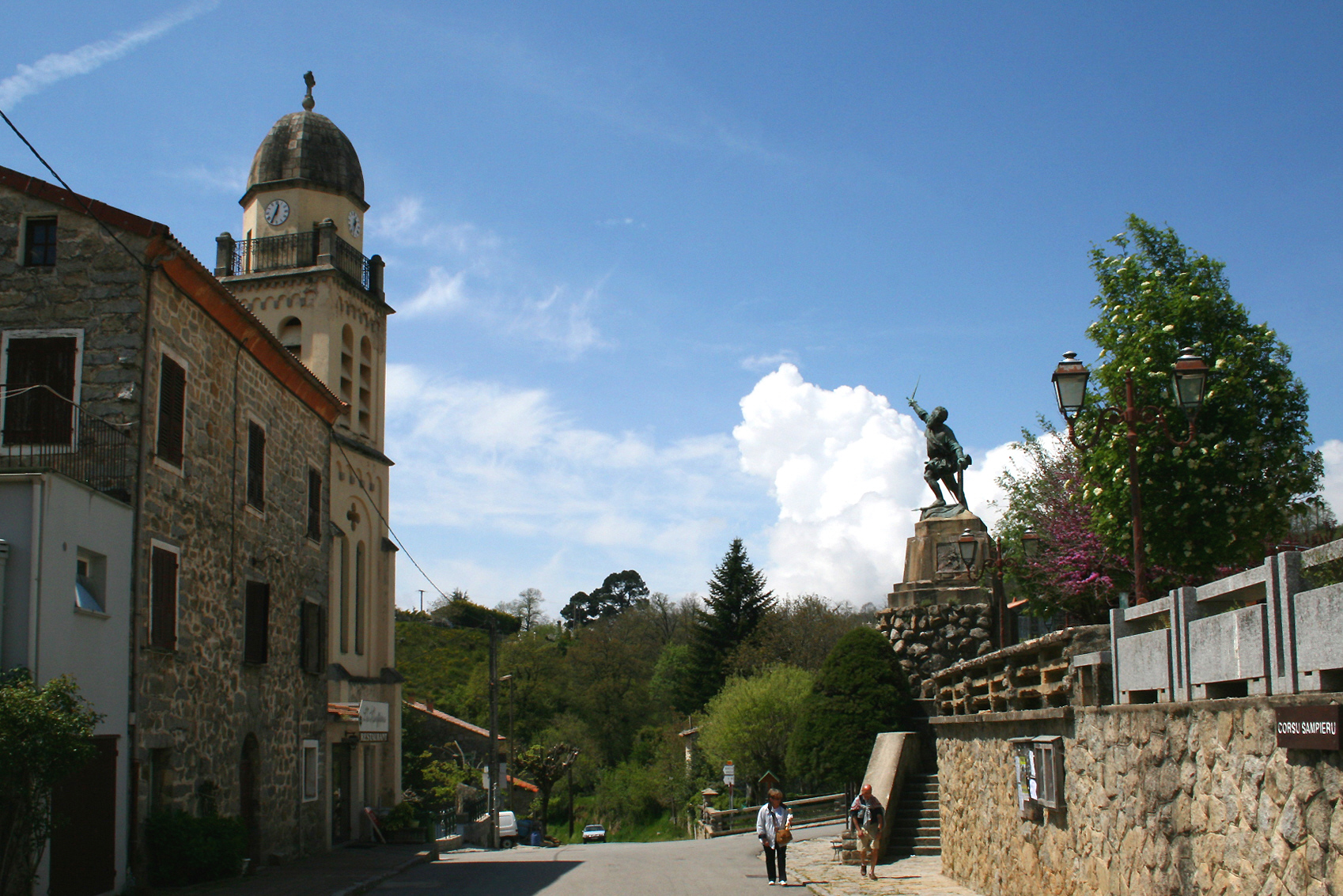

Według danych na rok 1990 gminę zamieszkiwało 436 osób, a gęstość zaludnienia wynosiła 3 osób/km².